# Cupra Marittima
Cupra Marittima település Olaszországban, Marche régióban, Ascoli Piceno megyében. Lakosainak száma 5441 fő (2023. január 1.). Cupra Marittima Grottammare, Massignano és Ripatransone községekkel határos.

## Népesség
A település lakossága az elmúlt években az alábbi módon változott:
| Lakosok száma | 5391 | 5358 | 5441 |
|               | 2017 | 2018 | 2023 |